# Rógvi Jacobsen
Rógvi Jacobsen [ɹɛgvɪ] (* 5. März 1979 in Klaksvík) ist ein ehemaliger färöischer Fußballspieler. Mit zehn Toren ist er zudem Rekordtorschütze der färöischen Nationalmannschaft.

## Karriere

### Vereinskarriere
Jacobsen begann seine Karriere bei KÍ Klaksvík, für die er erstmals 1995 in der dritten Mannschaft eingesetzt wurde. Am ersten Spieltag der dritten Liga wurde er im Spiel gegen ÍF Fuglafjørður II in der 60. Minute beim Stand von 0:3 für Terji Poulsen eingewechselt, das Spiel ging mit 1:3 verloren. Im Jahr darauf wurde er für die erste Mannschaft in den Gruppenspielen des Pokals eingesetzt, sein Debüt gab er im Auswärtsspiel gegen HB Tórshavn, als er in der 89. Minute für Sámal Eyðfinn Akursmørk eingewechselt wurde. Sein erstes Pflichtspieltor erzielte er beim 6:1-Auswärtssieg gegen EB/Streymur, er traf zum 1:0. Nachdem er daraufhin erneut in der dritten Liga aufgeboten wurde, folgte kurze Zeit später auch sein Debüt in der ersten Liga. Im Heimspiel am zweiten Spieltag gegen ÍF Fuglafjørður spielte er beim 5:1-Sieg von Beginn an. Zugleich erzielte er hierbei das Tor zum 2:0. Ab dem siebten Spieltag der Saison 1997 zählte er zu den festen Stammspielern der ersten Mannschaft. 1998 stand er mit KÍ im Pokalfinale gegen HB Tórshavn, welches mit 0:2 verloren wurde. Ein Jahr später stand er erneut im Pokalfinale, welches diesmal mit 3:1 gegen B36 Tórshavn gewonnen werden konnte, Jacobsen erzielte hierbei das 1:0. Im selben Jahr konnte mit dem Meistertitel das Double erreicht werden. Im Team befanden sich damals ebenfalls Heðin á Lakjuni, Kurt Mørkøre und Jan Allan Müller. Nach einem weiteren Jahr bei KÍ wechselte er 2001 zum Ligakonkurrenten HB Tórshavn.
2002 stand Jacobsen zum ersten Mal mit HB im Pokalfinale. Gegen NSÍ Runavík erzielte er das 1:0, das Spiel ging durch zwei weitere gegnerische Tore jedoch mit 1:2 verloren. Die Meisterschaft konnte HB dafür gewinnen, dies gelang 2003 ebenfalls. 2004 wurde der Atlantic Cup gegen den isländischen Meister KR Reykjavík ausgespielt, das Spiel konnte HB mit 3:1 gewinnen. Ebenso stand Jacobsen im selben Jahr erneut im Endspiel des Pokals gegen NSÍ Runavík, welches ebenfalls mit 3:1 für HB ausging. Die Meisterschaft wurde zum dritten Mal in Folge gewonnen, hierbei spielten unter anderen Uni Arge, Jákup á Borg, Jan Dam, Andrew av Fløtum, Jón Rói Jacobsen, Jóhannis Joensen und Heðin á Lakjuni an seiner Seite. 2005 wechselte Jacobsen in die Pepsideild und spielte dort als Profi für KR Reykjavík. Sein erstes Spiel bestritt er am ersten Spieltag beim 2:1-Auswärtssieg gegen Fylkir Reykjavík. Direkt im nächsten Spiel gelang ihm beim 1:0-Erfolg gegen Fram Reykjavík nach seiner Einwechslung das erste Tor für den neuen Verein. Zum Jahresende wurde er an Sønderjysk Elitesport, welche in der dänischen Superliga spielten, ausgeliehen. Sein Debüt gab er am zwölften Spieltag im Auswärtsspiel gegen Viborg FF, als er in der 87. Minute für Henrik Hansen eingewechselt wurde. Das Spiel endete 1:1. Nach fünf absolvierten Spielen kehrte er 2006 wieder zu KR Reykjavík zurück. Noch innerhalb der Saison wurde Jacobsen von HB Tórshavn verpflichtet. Direkt im ersten Jahr wurde er erneut färöischer Meister. Mit im Team war damals auch Jákup á Borg. Im folgenden Jahr stand er mit HB im Pokalfinale, welches mit 3:4 gegen EB/Streymur verloren wurde. Jacobsen erzielte hierbei den 2:4-Treffer. 2008 wechselte Jacobsen erneut ins Ausland und spielte für IL Hødd in der zweitklassigen Adeccoligaen. Dort unterzeichnete er einen Zwei-Jahres-Vertrag, wobei auch Angebote aus Italien, England, Niederlande und Belgien vorlagen. Noch im Laufe der Saison, die für IL Hødd im Abstieg enden sollte, wechselte Jacobsen wieder zurück auf die Färöer zu KÍ Klaksvík, fiel dort aufgrund einer Verletzung jedoch kurze Zeit später länger aus. Zum Saisonende gab KÍ Jacobsen aufgrund finanzieller Probleme wieder frei. Daraufhin verpflichtete ihn ÍF Fuglafjørður. Er litt jedoch immer noch an der in der Vorsaison zugezogenen Leistenverletzung und konnte erst in der zweiten Saisonhälfte einsteigen. 2010 absolvierte er aufgrund einer Verletzung erneut nur wenige Spiele. Am 19. März 2011 gab Jacobsen bekannt, dass er aufgrund seiner anhaltenden Verletzungsprobleme seine Karriere beendet.

### Nationalmannschaftskarriere
Jacobsen absolvierte 53 Spiele für die Färöer. Er debütierte gemeinsam mit Fróði Benjaminsen am 18. August 1999 im Freundschaftsspiel gegen Island, welches in Tórshavn mit 0:1 verloren wurde. Jacobsen wurde hierbei in der 79. Minute für Julian S. Johnsson eingewechselt. Sein erstes Tor erzielte er am 10. Februar 2002 beim Freundschaftsspiel gegen Polen, welches in Limassol mit 1:2 verloren wurde. In der Qualifikation zur EM 2008 erzielte er alle vier färöischen Tore. Am 2. Juni 2007 schoss er das 1:2 gegen den amtierenden Weltmeister Italien und am 21. November 2007 das 1:3 im Rückspiel gegen denselben Gegner. Das war sein zehntes und letztes Tor für die Nationalmannschaft, womit er Todi Jónsson als Rekordtorschützen ablöste. Das letzte Spiel absolvierte er am 14. Oktober 2009 in der WM-Qualifikation gegen Rumänien, in der die Färöer in Piatra Neamț mit 1:3 unterlagen.

## Erfolge
- 5× Färöischer Meister: 1999, 2002, 2003, 2004, 2006
- 2× Färöischer Pokalsieger: 1999, 2004
- 1× Sieger im Atlantic Cup: 2004

## Persönliches
Jacobsen ist gelernter Tischler, womit er auch sein Geld verdient.